# Kutinci
Kutinci so naselje v Občini Sveti Jurij ob Ščavnici.